# 青口河
青口河，是中国东部沿海地区的一条河流。上游称洙边河，发源于山东省莒南县，流经莒南县的洙边、赣榆县的黑林、小塔山水库、青口，于下口处向东入海州湾，全长64千米，流域面积493平方公里。主要支流有旦头河、康邑河。